# Ронки, Эдо
Эдо Ронки (итал. Edo Ronchi; род. 31 мая 1950, Тревильо, Ломбардия) — итальянский инженер и государственный деятель.

## Биография
Рончи родился 31 мая 1950 года в Тревильо. Он учился на инженера-электрика в Миланском техническом университете.

## Карьера
В 1983 году Ронки был избран в Палату депутатов Италии в 1983 году, а в 1989 году стал депутатом Европейского парламента, но ушёл в отставку спустя один месяц. В 1992 году Ронки стал членом Сената, где стал лидером зелёных.
17 мая 1996 года он был назначен министром окружающей среды в кабинете премьер-министра Романо Проди. 21 декабря 1999 года Ронки был повторно назначен министром окружающей среды в кабинете, который возглавлял Массимо Д’Алема. Его полномочия завершились в апреле 2000 года, когда правительство ушло в отставку. Премьер-министр Джулиано Амато предложил Ронки пост министра по европейским делам, но он отказался от этого предложения.
После ухода с государственной должности Ронки работал в Фонде устойчивого развития.